# Jane Austen na Manhattanie
Jane Austen na Manhattanie (ang. Jane Austen in Manhattan) – brytyjsko-amerykański dramat filmowy z 1980 roku w reżyserii Jamesa Ivory'ego.

## Obsada
- Anne Baxter − Lilliana Zorska
- Robert Powell − Pierre
- Michael Wager − George Midash
- Tim Choate − Jamie
- John Guerrasio − Gregory
- Katrina Hodiak − Katya
- Kurt Johnson − Victor Charlton
- Philip Lenkowsky − Fritz
- Charles McCaughan − Billie
- Nancy New − Jenny
- Sean Young − Ariadne Charlton
- Iman − Sufi Leader